# Diego Gracia Guillén
Diego Gracia Guillén (Madrid, 21 de mayo de 1941) es un médico, escritor y filósofo español, especialista en Psicología y Psiquiatría. Ha trabajado como investigador para el CSIC, y al que se considera uno de los grandes expertos españoles en bioética.

## Biografía
Obtuvo la Licenciatura en Medicina y Cirugía en 1970 en la Universidad de Salamanca, donde se acercó a la cátedra de Historia de la Medicina de Luis Granjel. Tras realizar en aquella universidad su tesina de licenciatura ("Psicología Factorial de la Personalidad"), solicitó una carta de recomendación a Granjel para Pedro Laín Entralgo y se trasladó a Madrid. 
Discípulo de Laín y de Xavier Zubiri, ha contribuido a la ética médica, desarrollando el concepto de deliberación. Ostentó la cátedra de Historia de la Medicina de la Universidad Complutense de Madrid y fue director del primer máster español de Bioética. Es considerado por muchos como "el bioeticista más importante del mundo iberoamericano". Su abundante producción intelectual, su magisterio a través del máster de la Universidad Complutense de Madrid, el que organizó la Oficina de la OPS/OMS en Latinoamérica (itinerante) y su presencia en múltiples foros, congresos y conferencias, corroboran la importancia de su figura.

## Carrera laboral
- Director de la Fundación Xavier Zubiri
- Académico de Número de la Real Academia Nacional de Medicina de España[4]
- Académico de Número de la Academia de Medicina de Santiago de Chile
- Presidente del Patronato de la Fundación de Ciencias de la Salud
- Miembro de la Comisión Nacional de Reproducción Humana Asistida del Ministerio de Sanidad y Consumo
- Presidente de Comité de Bioética de Castilla y León
- Consultor de la Organización Panamericana de la Salud (OPS/OMS)
- Miembro del Comité Científico de la Fundación de Ayuda contra la Drogadicción
- Vocal del Consejo Rector del Centro Nacional de Trasplantes y Medicina Regenerativa
- Académico de Número de la Real Academia de Ciencias Morales y Políticas

## Publicaciones (selección)
- 2013. Marañón como modelo[5]

## Obras escogidas
- Diego Gracia Guillén (1991). Introducción a la bioética. Siete ensayos. Bogotá: Editorial El Búho.
- Diego Gracia Guillén (2004). Como arqueros al blanco. Estudios de bioética. Madrid: Editorial Triacastela. ISBN 84-95840-13-8.
- Diego Gracia Guillén (2007). Voluntad de verdad. Para leer a Zubiri. Madrid: Editorial Triacastela. ISBN 978-84-95840-16-5.
- Diego Gracia Guillén (2007). Procedimientos de decisión en ética clínica. Madrid: Editorial Triacastela. ISBN 978-84-95840-29-5.
- Diego Gracia Guillén (2007). Fundamentos de bioética. Madrid: Editorial Triacastela. ISBN 978-84-95840-18-9.
- Diego Gracia Guillén (2010). Voluntad de comprensión. La aventura intelectual de Pedro Laín Entralgo. Madrid: Editorial Triacastela. ISBN 978-84-95840-44-8.
- Diego Gracia Guillén (2010). La cuestión del valor. Madrid: Real Academia de Ciencias Morales y Políticas. ISBN 978-84-7296-332-0.